# Calesia dasyptera
Calesia dasyptera là một loài bướm đêm trong họ Erebidae.